# Hauffenia kerschneri
Hauffenia kerschneri és una espècie de gastròpode d'aigua dolça de la família Hydrobiidae endèmica d'Àustria. Viu a l'aigua dolça.

## Subespècies
- Hauffenia kerschneri kerschneri (Zimmermann, 1930)
- Hauffenia kerschneri loichiana (Haase, 1993)[4]